# Vajska
Vajska (izvirno srbsko Вајска) je naselje v Srbiji, ki upravno spada pod Občino Bač; slednja pa je del Južnobačkega upravnega okraja.

## Demografija
V naselju živi 2393 polnoletnih prebivalcev, pri čemer je njihova povprečna starost 38,0 let (36,4 pri moških in 39,5 pri ženskah). Naselje ima 1096 gospodinjstev, pri čemer je povprečno število članov na gospodinjstvo 2,89.
Prebivalstvo je večinoma nehomogeno, a v času zadnjih treh popisov je opazno zmanjšanje števila prebivalcev.
|  |

| Demografija | Demografija     | Demografija     |
| Leto        | Št. prebivalcev | Št. prebivalcev |
| ----------- | --------------- | --------------- |
|             |                 |                 |
|             |                 |                 |
|             |                 |                 |
|             |                 |                 |
| 1948        | 4305            |                 |
| 1953        | 4341            |                 |
| 1961        | 4355            |                 |
| 1971        | 3798            |                 |
| 1981        | 3448            |                 |
| 1991        | 3272            | 3147            |
| 2002        | 3253            | 3169            |
|             |                 |                 |

| Etnična sestava po popisu iz leta 2002 | Etnična sestava po popisu iz leta 2002 | Etnična sestava po popisu iz leta 2002 | Etnična sestava po popisu iz leta 2002 | Etnična sestava po popisu iz leta 2002 |
| -------------------------------------- | -------------------------------------- | -------------------------------------- | -------------------------------------- | -------------------------------------- |
| Srbi                                   | Srbi                                   |                                        | 1.319                                  | 41,62%                                 |
| Romuni                                 | Romuni                                 |                                        | 569                                    | 17,95%                                 |
| Hrvati                                 | Hrvati                                 |                                        | 353                                    | 11,13%                                 |
| Madžari                                | Madžari                                |                                        | 341                                    | 10,76%                                 |
| Jugoslovani                            | Jugoslovani                            |                                        | 207                                    | 6,53%                                  |
| Romi                                   | Romi                                   |                                        | 42                                     | 1,32%                                  |
| Slovaki                                | Slovaki                                |                                        | 33                                     | 1,04%                                  |
| Ukrajinci                              | Ukrajinci                              |                                        | 19                                     | 0,59%                                  |
| Nemci                                  | Nemci                                  |                                        | 18                                     | 0,56%                                  |
| Črnogorci                              | Črnogorci                              |                                        | 11                                     | 0,34%                                  |
| Muslimani                              | Muslimani                              |                                        | 10                                     | 0,31%                                  |
| Rusi                                   | Rusi                                   |                                        | 4                                      | 0,12%                                  |
| Rusini                                 | Rusini                                 |                                        | 3                                      | 0,09%                                  |
| Makedonci                              | Makedonci                              |                                        | 3                                      | 0,09%                                  |
| Slovenci                               | Slovenci                               |                                        | 2                                      | 0,06%                                  |
| Čehi                                   | Čehi                                   |                                        | 1                                      | 0,03%                                  |
| Bošnjaki                               | Bošnjaki                               |                                        | 1                                      | 0,03%                                  |
| Neznano                                | Neznano                                |                                        | 58                                     | 1,83%                                  |